# Municipio de Lee (condado de Madison)
El municipio de Lee (en inglés: Lee Township) es un municipio ubicado en el condado de Madison en el estado estadounidense de Iowa. En el año 2010 tenía una población de 747 habitantes y una densidad poblacional de 8,71 personas por km².

## Geografía
El municipio de Lee se encuentra ubicado en las coordenadas 41°27′46″N 93°50′43″O / 41.46278, -93.84528. Según la Oficina del Censo de los Estados Unidos, el municipio tiene una superficie total de 85.77 km², de la cual 85,07 km² corresponden a tierra firme y (0,82 %) 0,7 km² es agua.

## Demografía
Según el censo de 2010, había 747 personas residiendo en el municipio de Lee. La densidad de población era de 8,71 hab./km². De los 747 habitantes, el municipio de Lee estaba compuesto por el 97,19 % blancos, el 0,67 % eran afroamericanos, el 1,74 % eran asiáticos y el 0,4 % eran de una mezcla de razas. Del total de la población el 0,27 % eran hispanos o latinos de cualquier raza.